# Powiat Merzig-Wadern
Powiat Merzig-Wadern (niem. Landkreis Merzig-Wadern) – powiat w niemieckim kraju związkowym Saara. Siedzibą powiatu jest miasto Merzig.

## Podział administracyjny
Powiat Merzig-Wadern składa się z:
- dwóch gmin miejskich (Stadt)
- pięciu gmin wiejskich (Gemeinde)

Gminy miejskie:
| Lp. | Nazwa gminy miejskiej | Ludność (31.12.2010) | Powierzchnia km² |
| --- | --------------------- | -------------------- | ---------------- |
| 1   | Merzig                | 30.355               | 108,79           |
| 2   | Wadern                | 16.406               | 111,17           |

Gminy wiejskie:
| Lp. | Nazwa gminy wiejskiej | Ludność (31.12.2010) | Powierzchnia km² |
| --- | --------------------- | -------------------- | ---------------- |
| 1   | Beckingen             | 15.371               | 51,63            |
| 2   | Losheim am See        | 16.415               | 96,79            |
| 3   | Mettlach              | 12.305               | 78,08            |
| 4   | Perl                  | 7.593                | 75,06            |
| 5   | Weiskirchen           | 6.398                | 33,64            |